# 伍德伯里 (紐約州拿騷縣)
伍德伯里（英語：Woodbury）是位於美國紐約州拿騷縣的普查規定居民點。

## 人口
根據2020年美國人口普查的數據，伍德伯里的面積為7.30平方千米，當中陸地面積為6.70平方千米，而水域面積為0.60平方千米。辖区总人口9335人，人口密度1278.77人/平方公里。